# Эйдука, Валентина
Валентина Э́йдука (латыш. Valentīna Eiduka; род. 12 марта 1937, Резекне) — советская легкоатлетка и латвийский тренер по метанию копья. Спортивную карьеру начала в 16 лет. Восемь раз побеждала на чемпионате Латвии. Персональный рекорд в метании копья — 52,97 м. В 1968 году окончила Латвийскую спортивно-педагогическую академию. Награждена Орденом Трёх звезд 4 степени. В 2006 и в 2008 году названа лучшим тренером года в Латвии. Среди её учеников: Вади́м Василе́вский, Зигисмунд Сирмайс и Айнарс Ковалс.